# Callum Scotson
Callum Scotson (* 10. August 1996 in Gawler) ist ein australischer Radsportler, der auf  Bahn und Straße aktiv ist.

## Sportlicher Werdegang
2013 sowie 2014 wurde Callum Scotson Junioren-Weltmeister in der Mannschaftsverfolgung. 2014 errang er zudem die Goldmedaille in der Mannschaftsverfolgung bei den Ozeanischen Radsportmeisterschaften.
Auf der Straße wurde Scotson 2014 australischer Meister im Einzelzeitfahren der Junioren. Im selben Jahr wurde er nationaler Meister der Elite im Punktefahren und in der Mannschaftsverfolgung (mit Matthew Holmes, Jonathan Stephens und Rohan Wight) und 2015 erneut (mit Alexander Edmondson, Alexander Porter und seinem Bruder Miles Scotson). Zwei Jahre später errang er diesen Titel in der Klasse U23, indem er seinen älteren Bruder und Titelverteidiger Miles um 20 Sekunden schlug und auf Platz zwei verwies.
2016 wurde Scotson für den Start in der Mannschaftsverfolgung bei den Olympischen Spielen in Rio de Janeiro nominiert. Er bestritt den Qualifikationslauf, und der australische Vierer errang Silber. Im Jahr darauf wurde er gemeinsam mit Cameron Meyer Vize-Weltmeister im Zweier-Mannschaftsfahren und entschied auch gemeinsam mit Meyer das Zweier-Mannschaftsfahren beim Lauf des Bahnrad-Weltcups in Pruszków für sich. In Mannschaftsverfolgung und Zweier-Mannschaftsfahren wurde er zudem Ozeanienmeister. 2018 errang er bei den Bahnweltmeisterschaften im Scratch und im Zweier-Mannschaftsfahren (mit Meyer). Im selben Jahr wurde er zum dritten Mal in Folge australischer U23-Straßenmeister.

## Erfolge

### Bahn
2013
- Junioren-Weltmeister – Mannschaftsverfolgung (mit Jack Edwards, Joshua Harrison und Sam Welsford)
- Bahn-Weltmeisterschaften der Junioren – Einerverfolgung

2014
- Junioren-Weltmeister – Mannschaftsverfolgung (mit Alexander Porter, Sam Welsford und Daniel Fitter)
- Ozeanienmeister – Mannschaftsverfolgung (mit Daniel Fitter, Tirian McManus und Sam Welsford)
- Bahn-Weltmeisterschaften der Junioren – Einerverfolgung
- 3. Lauf Bahnrad-Weltcup 2013/14 – Mannschaftsverfolgung (mit Tirian McManus, Scott Sunderland und Miles Scotson)
- Australischer Meister – Mannschaftsverfolgung (mit Matthew Holmes, Jonathan Stephens und Rohan Wight)
- Australischer Meister – Punktefahren

2015
- Australischer Meister – Mannschaftsverfolgung (mit Alexander Edmondson, Alexander Porter und Miles Scotson)

2016
- Weltmeister – Mannschaftsverfolgung (mit Sam Welsford, Michael Hepburn, Miles Scotson, Alexander Porter und Luke Davison)
- Ozeanienmeister – Mannschaftsverfolgung (mit Kelland O’Brien, Alexander Porter und Sam Welsford)
- Australischer Meister – Mannschaftsverfolgung (mit Alexander Edmondson, Alexander Porter und Miles Scotson)

2017
- Weltmeisterschaft – Zweier-Mannschaftsfahren (mit Cameron Meyer)
- Weltcup in Pruszków – Zweier-Mannschaftsfahren (mit Cameron Meyer)
- Ozeanienmeister – Mannschaftsverfolgung (mit Kelland O’Brien, Alexander Porter und Sam Welsford), Zweier-Mannschaftsfahren (mit Kelland O’Brien)
- London Six Days (mit Cameron Meyer)

2018
- Weltmeisterschaft – Scratch, Zweier-Mannschaftsfahren (mit Cameron Meyer)

### Straße
2014
- Australischer Junioren-Meister – Einzelzeitfahren

2016
- Australischer Meister (U23) – Einzelzeitfahren

2017
- Australischer Meister (U23) – Einzelzeitfahren

2018
- Australischer Meister (U23) – Einzelzeitfahren

## Grand Tour-Platzierungen
| Grand Tour            | 2020 | 2021 | 2022 | 2023 | 2024 | 2025 |
| --------------------- | ---- | ---- | ---- | ---- | ---- | ---- |
| Giro d’ItaliaGiro     | –    | 83   | 80   | DNF  | –    | –    |
| Tour de FranceTour    | –    | –    | –    | –    | –    | 33   |
| Vuelta a EspañaVuelta | 88   | –    | DNF  | DNF  | DNF  |      |